# Aruitemo aruitemo
Aruitemo aruitemo (歩いても 歩いても? lett. "Anche camminando, anche camminando") è un film del 2008 scritto e diretto da Hirokazu Kore-eda.

## Trama
I figli di una coppia di pensionati fanno ritorno alla casa di famiglia per commemorare l'anniversario della morte del figlio maggiore e rivisitare vecchi problemi e risentimenti.